# Néos Gorgómylos
Néos Gorgómylos är en ort i Grekland.   Den ligger i prefekturen Nomós Prevézis och regionen Epirus, i den centrala delen av landet, 280 km nordväst om huvudstaden Aten. Néos Gorgómylos ligger 515 meter över havet och antalet invånare är 282.
Terrängen runt Néos Gorgómylos är varierad. Runt Néos Gorgómylos är det ganska glesbefolkat, med 29 invånare per kvadratkilometer. Närmaste större samhälle är Arta, 19,9 km söder om Néos Gorgómylos. Trakten runt Néos Gorgómylos består till största delen av jordbruksmark.